# Fantino (República Dominicana)
Fantino es un municipio de la República Dominicana, que está situado en la provincia de Sánchez Ramírez.

## Límites
Municipios limítrofes:
|                   | Norte: La Vega, San Francisco de Macorís y Las Guáranas |               |
| Oeste: Jima Abajo |                                                         | Este: La Mata |
|                   | Sur: Bonao y Cotuí                                      |               |

## Distritos municipales
Está formado por el distrito municipal de:
| Nombre  | Código   |
| ------- | -------- |
| Fantino | 02240301 |